# Aunay-sous-Auneau
Aunay-sous-Auneau település Franciaországban, Eure-et-Loir megyében. Lakosainak száma 1511 fő (2022. január 1.). Aunay-sous-Auneau Orsonville, Paray-Douaville és Roinville községekkel határos.

## Népesség
A település népességének változása:
| Lakosok száma | 755  | 1109 | 1239 | 1387 | 1417 | 1453 | 1483 | 1549 | 1565 | 1511 |
|               | 1968 | 1982 | 1990 | 2006 | 2013 | 2015 | 2017 | 2019 | 2020 | 2022 |